# Peter Stone
Pour les articles homonymes, voir Stone.
Peter Stone est un scénariste et un dramaturge américain né le 27 février 1930 à Los Angeles (Californie) et mort le 26 avril 2003 à New York (État de New York).

## Biographie
Peter Stone est le fils de John Stone (en), un ancien professeur d'histoire de New York devenu producteur de cinéma pour Twentieth Century Fox, sa mère Hilda ayant écrit plusieurs scénarios,.
Il grandit à Beverly Hills, et aime aller voir les pièces en tournée à Los Angeles. Avec dans l'idée d'écrire pour le théâtre, il fait ses études au Bard College, à New York, ce qui lui permet d'aller souvent voir les pièces et les comédies musicales de Broadway.
Il poursuit ses études à l'Université Yale, et obtient en 1953 un diplôme d'art dramatique. Les années suivantes, il devient journaliste spécialisé dans les spectacles, et part vivre en France, où sa mère a déménagé après son divorce avec John Stone. Il est suffisamment proche de son beau-père, l'agent littéraire George Marton, pour prendre parfois comme pseudonyme "Pierre Marton",.
Au début des années 1960, il écrit pour la télévision et le cinéma. Il écrit ainsi le scénario du film Charade, et le succès de ce film lui permet d'être sous contrat avec Universal Studios. Dans le même temps, il écrit le livret de plusieurs comédies musicales à succès pour Broadway,.
Il meurt le 26 avril 2003, à l'âge de 73 ans, d'une fibrose pulmonaire.

## Théâtre
- 1961-1962 : Kean (en), comédie musicale, musique et lyrics de Robert Wright et George Forrest : auteur du livret d'après Kean, l'adaptation par Jean-Paul Sartre de la pièce d'Alexandre Dumas
- 1965-1966 : Skyscraper (en), comédie musicale, musique de James Van Heusen, lyrics de Sammy Cahn : auteur du livret
- 1969-1972 : 1776 (en), comédie musicale, musique et lyrics de Sherman Edwards : auteur du livret
- 1970-1971 : Two By Two (en), comédie musicale, musique de Richard Rodgers, lyrics de Martin Charnin : auteur du livret
- 1972-1973 : Sugar (en), comédie musicale, musique de Jule Styne, lyrics de Bob Merrill : auteur du livret
- 1973 : Full Circle (Die letzte Station) de Erich Maria Remarque : adaptation
- 1981-1983 : Woman of the Year (en), comédie musicale, musique de John Kander, lyrics de Fred Ebb : auteur du livret
- 1983-1985 : My One And Only (en), comédie musicale, musique de George Gershwin, lyrics de Ira Gershwin : auteur du livret avec Timothy S. Mayer
- 1991-1993 : The Will Rogers Follies (en), comédie musicale, musique de Cy Coleman, lyrics de Betty Comden et Adolph Green : auteur du livret
- 1997-1999 : Titanic, comédie musicale, musique et lyrics de Maury Yeston : auteur du livret
- 1999-2001 : Annie du Far West, comédie musicale, musique et lyrics de Irving Berlin, livret de Herbert Fields et Dorothy Fields : adaptation
- 2007-2008 : Curtains (en), comédie musicale, livret de Rupert Holmes, musique de John Kander, lyrics de Fred Ebb : auteur du livret original

## Filmographie

### scénariste (cinéma)
- 1963 : Charade de Stanley Donen
- 1964 : Grand méchant loup appelle de Ralph Nelson
- 1965 : Mirage de Edward Dmytryk
- 1966 : Arabesque de Stanley Donen, sous le pseudonyme de Pierre Marton
- 1968 : Les Complices (Jigsaw) de James Goldstone
- 1968 : Évasion sur commande de Jack Smight
- 1969 : Sweet Charity de Bob Fosse
- 1971 : Skin Game de Paul Bogart et Gordon Douglas, sous le pseudonyme de Pierre Marton
- 1972 : 1776 de Peter H. Hunt
- 1974 : Les Pirates du métro de Joseph Sargent
- 1977 : Banco à Las Vegas de Ivan Passer
- 1978 : La Grande Cuisine de Ted Kotcheff
- 1980 : Why Would I Lie? (en) de Larry Peerce
- 1987 : Grand Larceny de Jeannot Szwarc
- 1995 : Juste cause de Arne Glimcher
- 2002 : La Vérité sur Charlie de Jonathan Demme (basé sur le scénario de "Charade"), sous le pseudonyme de Peter Joshua

### scénariste (télévision)
- 1998 : Le métro de l'angoisse
- 1991 : The Will Rogers Follies
- 1988 : CBS Summer Playhouse (1 épisode)
- 1984 : Woman of the Year
- 1976 : One of My Wives Is Missing, sous le pseudonyme de Pierre Marton
- 1974 : Free to Be... You & Me
- 1973 : Adam's Rib (2 épisodes)
- 1967 : Androcles and the Lion
- 1967 : Ghostbreakers
- 1964 : Brenner (2 épisodes)
- 1963 : Espionage (1 épisode)
- 1961-1962 : Les accusés (3 épisodes)
- 1961 : The Asphalt Jungle (2 épisodes)
- 1956 : Studio One (1 épisode)

## Distinctions

### Récompenses
- Oscars du cinéma 1965 : Oscar du meilleur scénario original pour Grand méchant loup appelle
- Drama Desk Awards :
  - en 1969 pour 1776 (en)
  - en 2007 pour Curtains (en)
- Tony Award du meilleur livret de comédie musicale
  - en 1981 pour Woman of the Year (en)
  - en 1997 pour Titanic

### Nominations
- Tony Award du meilleur livret de comédie musicale
  - en 1983 pour My One And Only (en)
  - en 1991 pour The Will Rogers Follies (en)
  - en 2007 pour Curtains (en)